# Cameron Jerome
Cameron Zishan Rana-Jerome (sinh ngày 14 tháng 8 năm 1986), còn được gọi là Cameron Jerome, là một cầu thủ bóng đá chuyên nghiệp người Anh thi đấu ở vị trí tiền đạo cho câu lạc bộ Bolton Wanderers tại League One.